# بكاي واد
بكاي واد مواليد 13 أبريل 1996 في موريتانيا، هو لاعب كرة قدم موريتاني يلعب حالياً في نادي الجمارك الموريتاني.

## مسيرة اللاعب
ولعب واد في المواسم السابقة لكل من جمعية لكصر ونادي كونكورد ونادي نواذيبو، وتوج مع الأخير بلقب الدوري الموريتاني، قبل أن يشد الرحال إلى السعودية و لعب هناك في نادي التقدم ونادي النجمة و عاد بعدها إلى موريتانيا و وقع مع نادي الجمارك.